# اندیس شورآب۱
شورآب۱ یک اندیس فلزی است که در حوالی شهر آیسک استان خراسان قرار دارد و مادهٔ معدنی موجود در آن، مس است.  